# Âbataouy
Âbataouy est une localité d'Égypte antique dont le nom est attesté dans un texte des sarcophages.